# Лі Нам Де II
Лі Нам Де (в'єт. Lý Nam Đế,кит.: 後李南帝), уроджений  Лі Фат Ти (в'єт. Lý Phật Tử; кит.: 李佛子; 518–603) — останній імператор в'єтнамської династії Рання Лі, яку заснував його дядько Лі Нам Де. Він правив державою Вансуан (нинішній північний В'єтнам) з 571 по 602 роки.

## Сутичка з Ч'єу В'єт Вионгом
Фат Ти був місцевого походження. Він уклав мирну угоду з Ч'єу В'єт Вионгом, при цьому маючи амбіції захопити владу над всією територією в'єтів. Близько 570 року армія Лі Фат Ти захопила Лонгб'єн — регіон, що належав Ч'єу В'єт Вионгу. Ч'єу був захоплений зненацька і зазнав поразки, через що поїхав у порт Дайня (нині в провінції Намдінь), де наклав на себе руки, стрибнувши у море. Тоді Лі Фат Ти проголосив себе Лі Нам Де II і почав правити всією територією Вансуану впродовж наступних 32 років.

## Падіння Лі Нам Де II і 3-е китайське панування
У 602 році династія Суй стала єдиною державою в об'єднаному Китаї після поразки династії Чень. Імператор Суй Венді послав 120-тисячну армію у Вансуан. Лі Фат Ти розумів, що його армія не буде достатньо сильною, щоб вступити у великий конфлікт із Імперією Суй. У той же час він також зазнавав величезного тиску з боку своєї правлячої адміністрації, яка не хотіла протистояння з династією Суй. Взимку 602 року, коли армія Суй рушила на Вансуан, Лі Фат Ти капітулював в обмін на стабільність у регіоні.